# 神經物理學
神经物理学是生物物理学和神经科学的分支，應用與研發物理概念和測量方法，以研究神经系统為目標。 由於是一門跨領域性質的神經科學，「Neurophysik」一詞相對來說很少使用。 然而，德國的公立研究部門或是工作團隊會以此為名。

## 名稱的使用時機

### 神經科學界
由於神經科學是一門很需要垮領域連結的學術工作，神經科學界內的各分支領域間沒有很明顯的區別，例如神经生物学、神经物理学、神经药理学等等。 然而，依據研究方法上的差異，如同生物学、物理学、药理学間的研究方法差異，可以進行區分。 
大部分的神经科学分支領域，依研究方法將其歸為神经生物学。舉例來說，計算神經科學將理论神经科学歸於神经的物理學範疇，是因為其所使用的概念和方法主要是源於研究复杂的系统的理論物理學。此外，這領域的许多现象是在细胞層次，例如若所使用的研究方法源於生物物理學的研究方法，則离子通道或细胞移動的研究即視為神经(生物)物理学。若測量範圍屬於典型的物理學測量範圍則有時候也稱為神經物理學，例如測量電位、速度或應力時。

### 物理学界
於同一學門內，例如使用特定研究方法的物理學界中，使用如生物物理、粒子物理学、材料物理学等學門名稱。因神经科学領域的研究越來越重要，使用神經物理學一詞以具體表達，對於神經系統的研究，可視為獨立的研究領域，具体的相关物理探索的神经系统作为一个独立的主题领域，此領域也可歸為於物理学或著重於研究复杂系统的物理學。

## 外部連結
- 神经的物理|Max-Planck研究所对于人类认知和大脑的科学 （页面存档备份，存于）
- AG理论的神经物理在澳门的动态和自我组织
- AG神经的物理在菲利普斯-马尔堡大学 （页面存档备份，存于）
- AG理论的神经理在不来梅大学 （页面存档备份，存于）